# 聖派翠克街

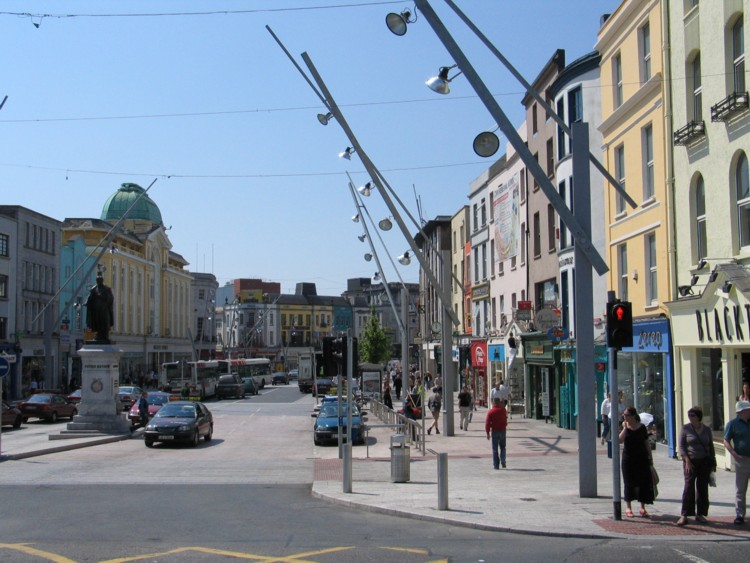

聖派翠克街（英語：St Patrick's Street）是愛爾蘭共和國南部城市科克的一條主要商業街。自2004年重整以來，聖派翠克街已經兩次被評為愛爾蘭共和國最佳購物街。聖派翠克街的歷史可以追溯至18世紀後期。